# Porky Pig
Porky Pig è un personaggio immaginario dei cartoni animati e dei fumetti della Warner Bros. Compare nelle serie animate Looney Tunes e Merrie Melodies e esordì nei fumetti nel 1941 nel primo numero della serie Looney Tunes and Merrie Melodies Comics edita negli USA dalla Dell Publishing. In passato era noto, nei fumetti in italiano, coi nomi di Sussi, Perlino e, fino agli anni ottanta, Pallino.
Porky Pig è stato il primo personaggio creato dallo studio ad attirare il pubblico in base al suo potere da star e gli animatori hanno creato molti cortometraggi acclamati dalla critica con il personaggio. Anche dopo essere stato soppiantato da personaggi successivi, Porky ha continuato ad essere popolare tra gli spettatori e, soprattutto, i registi della Warner, che lo hanno riformulato in numerosi ruoli da uomo qualunque e aiutante.
Il tratto più distintivo di Porky è una grave balbuzie. L'età di lui variava ampiamente nella serie; originariamente concepito come un innocente maialino di sette anni, Porky è stato più frequentemente scelto come adulto, spesso negli anni successivi è stato scelto come il personaggio competente nella serie. È apparso in 153 cartoni animati nell'Età d'oro dell'animazione statunitense.
Porky Pig è stato classificato al 47º posto nella lista dei 50 migliori personaggi dei cartoni animati di TV Guide.
È inoltre il più antico personaggio dei Looney Tunes ancora utilizzato.

## Caratterizzazione del personaggio
Come raccontato nel film documentario Bugs Bunny Superstar, in un primo periodo era un personaggio grassoccio e faceva parte di un gruppo di cuccioli di animali antropomorfi nel film Piccoli artisti; Porky era come il bambino grasso della serie Simpatiche canaglie. In seguito gli animatori pensarono che Porky sarebbe stato più carino e più amato se fosse dimagrito; allora gli fecero seguire una dieta e così il personaggio assunse le fattezze definitive.
Porky è apparso in molti film alla fine degli anni '30. Tuttavia, i registi non avevano ancora una comprensione del personaggio; il suo aspetto, l'età e la personalità variavano da un'immagine all'altra. Molti di questi cartoni animati mostrano Porky da bambino con i genitori. Bob Clampett ha finalmente consacrato Porky nel 1939, rendendolo un giovane adulto permanente: più carino, più magro, più intelligente e alla fine meno balbuziente. Inoltre, alcuni cartoni mostrano Porky come un antagonista. Alla fine, si è stabilizzato in un personaggio gentile. Il Porky di Clampett era un viaggiatore innocente, che ammirava le meraviglie del mondo, e nell'universo di Clampett il mondo era davvero un posto molto strano. Questo principio è forse meglio dimostrato in Porky in Strambilandia, un film che manda Porky alla ricerca dell'ultimo dei surreali Dodo, Yoyo Dodo. Porky in Strambilandia è stato selezionato per la conservazione dal National Film Registry nel 2000 e all'ottavo posto in classifica nel libro The 50 Greatest Cartoons.
Ha come caratteristiche principali un modo di parlare confuso e balbettante e una spiccata ingenuità, soprattutto con Daffy Duck con il quale interagisce in molte occasioni. Daffy infatti, nella maggior parte dei casi, non perde occasione di prendersi gioco di lui al solo scopo di turbarlo (certe volte anche Bugs Bunny). Nel corso dei decenni, il personaggio di Porky Pig è rimasto pressoché invariato dal punto di vista grafico, come molti altri personaggi Looney Tunes: le orecchie, la fisionomia, il naso, la parlata, ad eccezione del colore (dal momento che era nato in bianco e nero).
Porky è affetto da balbuzie, che è il suo tratto distintivo. Spesso nei corti compariva alla fine dei crediti dicendo "q-q-q-q-questo è tutto gente!" (That's all, folks! in originale) che è la sua battuta più famosa.
Il posto di Porky all'apice del pantheon del Warner fu di breve durata. Nel 1937, lo studio provò ad accoppiare Porky con vari aiutanti, come l'interesse amoroso Petunia Pig, l'irascibile Gabby Goat e una papera nera svitata, Daffy Duck, che era la creazione di Tex Avery di gran lunga il più popolare, e alla fine eclissava persino Porky. Fino ad oggi, Porky rimane un fedele compagno mentre Daffy si rifiuta di essere una seconda spalla comica per Bugs Bunny, che è salito alla ribalta poco dopo Daffy.
Porky è sempre rimasto uno dei preferiti sentimentali dei registi della Warner. La sua natura mite e il suo comportamento timido lo hanno reso la spalla perfetta per personaggi più bizzarri come Daffy. Ha ancora recitato anche in alcuni cartoni animati da solista. Altri cartoni hanno sbalordito Porky e lo hanno lanciato come un cacciatore di anatre dopo Daffy, in gran parte parallelamente agli accoppiamenti Elmer Fudd / Bugs Bunny. Chuck Jones ha perfezionato gli scenari di Porky-come-uomo-etero, accoppiando il maiale con Daffy Duck in una serie di parodie cinematografiche e televisive come L'eroe del XXIV secolo e mezzo, La maschera scarlatta e Le sventure di Robin Hood. Jones ha anche accoppiato Porky con Silvestro in una serie di cartoni animati tra la fine degli anni '40 e l'inizio degli anni '50, in cui Porky interpreta il proprietario burbero e ingenuo del gatto e rimane all'oscuro del fatto che Silvestro lo stia costantemente salvando da topi omicidi, alieni spaziali e altre minacce.

## Cinema
Il personaggio compare anche nel 1988 in conclusione del lungometraggio Chi ha incastrato Roger Rabbit dicendo la sua celebre battuta (prima che la scena sia chiusa da Trilli). Porky è apparso come "giocatore di basket" nel film a tecnica mista Space Jam del 1996 e il suo sequel Space Jam: New Legends del 2021. Riappare nel film Looney Tunes: Back in Action nel 2003 dove però ha solo un breve cameo nella parte iniziale, e un altro nel finale dove cerca di pronunciare la battuta ma viene bloccato dall'eccessiva balbuzie. Porky è riapparso anche come uno dei protagonisti nel film d'animazione del 2024, intitolato Un'avventura spaziale - Un film dei Looney Tunes (insieme a Daffy Duck e Petunia Pig).

## Televisione
Porky appare come insegnante alla Acme Looneyversity e mentore di Lindon nella serie I favolosi Tiny ed ha un cameo negli Animaniacs.
Nella serie del 2003 Duck Dodgers Porky è uno dei personaggi principali, nel suo ruolo di assistente di Daffy (riprendendo, entrambi, i personaggi del celebre corto del 1953 L'eroe del XXIV secolo e mezzo), il Giovane cadetto dello spazio. Una sua versione bambina è tra i personaggi di Baby Looney Tunes.
Porky riappare nella serie del 2011 The Looney Tunes Show come uno dei personaggi principali, amico di Daffy e Bugs (spesso sfruttato dal primo). In The Looney Tunes Show la targa della sua auto è PP1935, le sue iniziali e l'anno della sua prima apparizione sullo schermo. Appare anche nelle serie New Looney Tunes, Looney Tunes Cartoons e Bugs Bunny costruzioni.

## Filmografia
- Piccoli artisti (I Haven't Got a Hat) (1935)
- Gold Diggers of 49 (1935)
- Un aereo radiocomandato (Plane Dippy) (1936)
- Boom Boom (1936)
- The Blow Out (1936)
- Westward Whoa (1936)
- Non è un lupo di mare? (Fish Tales) (1936)
- Shanghaied Shipmates (1936)
- Porky's Pet (1936)
- Porky the Rainmaker (1936)
- La pianta delle galline (Porky's Poultry Plant) (1936)
- Porky's Moving Day (1936)
- Milk and Money (1936)
- Porky il Bellissimo (Little Beau Porky) (1936)
- Il rude Smith (The Village Smithy) (1936)
- Porky nella Foresta del Nord (Porky in the Northwoods) (1936)
- Lo sfidante (Porky the Wrestler) (1937)
- La rivincita di un treno in rovina (Porky's Railroad) (1937)
- La corsa di Porky (Porky's Road Race) (1937)
- Una giornata pacifica (Picador Porky) (1937)
- Porky's Romance (1937)
- Le ultime volontà dello zio (The Case of the Stuttering Pig) (1937)
- Sonni perduti (Porky's Badtime Story) (1937)
- Un fantasma mattacchione (Jeepers Creepers) (1939)
- The Sour Puss (1940)
- Porky's Last Stand (1940)
- The Timid Toreador (1940)
- Porky's Bear Facts (1941)
- Porky's Preview (1941)
- A Coy Decoy (1941)
- We, the Animals Squeak! (1941)
- Il mio papero preferito (My Favorite Duck) (1942)
- Prigionieri di un conto (Porky Pig's Feat) (1943)
- Yankee Doodle Daffy (1943)
- Uno strano concerto (A Corny Concerto) (1943)
- Brutta nottata (Tick Tock Tuckered) (1944)
- Il cantante (Swooner Crooner) (1944)
- È ora di sloggiare (Kitty Kornered) (1946)
- Daffy Duck dorme qui (Daffy Duck Slept Here) (1948)
- Sogni proibiti (Riff Raffy Daffy) (1948)
- Paying the Piper (1949)
- La maschera scarlatta (The Scarlet Pumpernickel) (1950)
- Concorso a premi (The Ducksters) (1950)
- Squadra spaziale (Rocket Squad) (1956)
- Lo Squartatore Selvaggio (Deduce, You Say) (1956)
- Le sventure di Robin Hood (Robin Hood Daffy) (1958)